# Corbata (repostería)

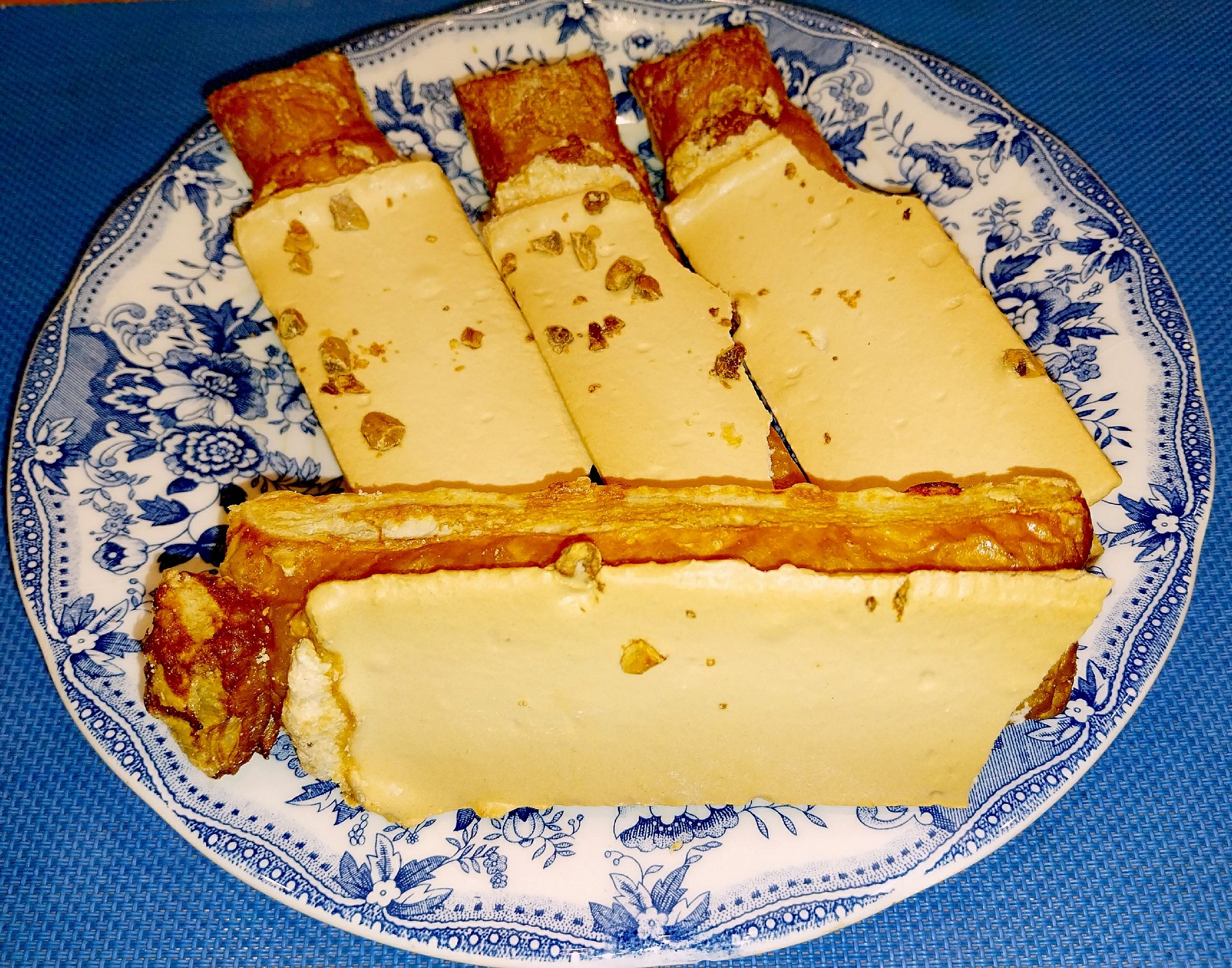
Corbatas de Unquera

Corbata es un producto típico de la repostería de Cantabria, principalmente elaborado en Unquera (Val de San Vicente) y San Vicente de la Barquera.
Se trata de un pastel de hojaldre con forma de corbata o pajarita hecho con mantequilla, azúcar, huevos, harina de trigo y almendras, y recubierto con una capa de azúcar con almendras.